# 聖尼古拉斯德巴里

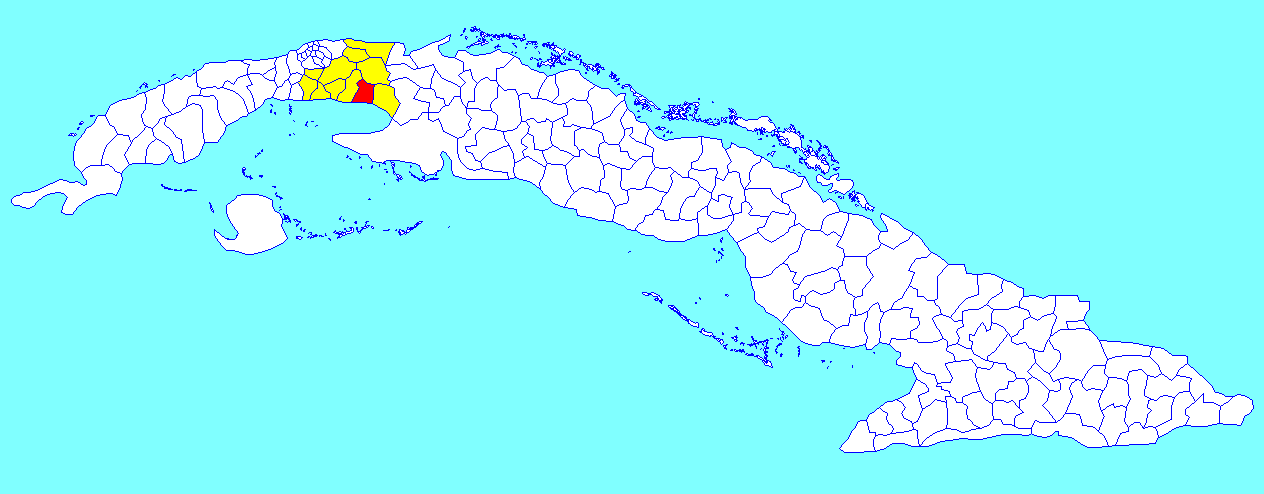

22°46′55″N 81°54′25″W / 22.78194°N 81.90694°W
聖尼古拉斯德巴里（西班牙語：San Nicolás de Bari），是古巴的城鎮，位於該國西部，由瑪雅貝克省負責管轄，始建於1846年，面積242平方公里，海拔高度30米，2004年人口21,563，人口密度每平方公里89.1人。